# Савалиха
Савалиха (Совалиха) — деревня в Вашкинском районе Вологодской области.
Входит в состав Ивановского сельского поселения, с точки зрения административно-территориального деления — в Ивановский сельсовет.
Расстояние по автодороге до районного центра Липина Бора — 55 км, до центра муниципального образования деревни Ивановская — - км.
По переписи 2002 года население — 2 человека.